# Red Dead Online
Red Dead Online, également abrégé RDO, est un jeu vidéo d'action-aventure multijoueur et de western multiplateforme, développé et édité par Rockstar Games, proposant un monde persistant basé sur le gameplay et l'univers de Red Dead Redemption II, mais en y ajoutant des éléments de RPG. La version bêta est proposée en novembre 2018 (un mois après la sortie de RDR2) sur PlayStation 4 et Xbox One, avant que le jeu ne soit officiellement lancé en mai 2019. Il arrive par la suite sur Microsoft Windows et Stadia en novembre 2019. Une version standalone du jeu sort en décembre 2020. Dans Red Dead Online, les joueurs contrôlent un protagoniste silencieux personnalisable qui est libéré de prison après avoir été accusé pour meurtre et chargé de se venger en échange de prouver son innocence. Se déroulant en 1898, soit un an avant les principaux événements de Red Dead Redemption II, le jeu comprend des missions scénarisées où jusqu'à quatre joueurs peuvent accomplir des tâches pour faire avancer le récit, ainsi que diverses missions et événements secondaires.
Tout comme dans la campagne solo, Red Dead Online peut être joué en vue à la première et à la troisième personne, et les joueurs peuvent se déplacer librement dans le monde ouvert interactif du jeu. Les éléments de gameplay incluent les fusillades, la chasse, l'équitation, l'interaction avec des personnages non-joueurs et le maintien du niveau d'honneur du personnage par des choix moraux et ses actes. Un système de primes régit la réponse des forces de l'ordre et des chasseurs de primes aux crimes commis par les joueurs. Les joueurs peuvent parcourir le monde ouvert seuls ou en groupe de sept joueurs maximum, avec ou contre lesquels ils peuvent participer à des activités organisées. Développé en tandem avec l'histoire solo, Red Dead Online est considéré comme un produit distinct malgré le souhait de l'équipe de développement de traduire des éléments du mode solo dans un environnement multijoueur. L'équipe a tiré les leçons des modes multijoueurs proposées par Red Dead Redemption et GTA Online.
Red Dead Online est d'abord critiqué au lancement pour son équilibre entre le gameplay et la monnaie du jeu, les mises à jour ultérieures ayant résolues les problèmes. Le jeu reçoit des critiques positives avec des éloges pour sa présentation des missions, des événements coopératifs et des améliorations techniques. Comme GTA Online, Red Dead Online a reçu plusieurs mises à jour ajoutant du nouveau contenu, incluant divers rôles que les joueurs peuvent sélectionner pour gagner des récompenses supplémentaires. La réception du contenu post-sortie a été généralement positive, avec des éloges dirigés vers les ajouts les plus importants, bien que le manque de nouveau contenu au fil du temps ait conduit à des critiques et à des réactions négatives. La dernière mise à jour majeure fut publiée en juillet 2021, alors que Rockstar a par la suite retiré ses ressources de développement pour se concentrer sur Grand Theft Auto VI.

## Système de jeu
Red Dead Online est le composant multijoueur de Red Dead Redemption II, sortie en 2018. Joué du point de vue de la première et à la troisième personne, le jeu se déroule dans un environnement en monde ouvert présentant une version fictive des États-Unis. La progression du joueur dans l'histoire solo n'affecte pas le jeu en multijoueur. En entrant dans le monde du jeu, les joueurs personnalisent leur personnage et sont libres d'explorer l'environnement seul ou en groupe. Les joueurs peuvent participer à des activités organisées avec ou contre des membres de leur groupe, ou contre d'autres groupes. Au fur et à mesure que les joueurs terminent des activités dans le monde du jeu, ils reçoivent des points d'expérience pour élever le rang de leurs personnages et recevoir des bonus, progressant ainsi dans le jeu. Des campements peuvent être temporairement mis en place dans la carte du jeu, que ce soit pour un joueur individuel ou un groupe, où ils peuvent se reposer, accéder à leur garde-robe, fabriquer, cuisiner et voyager rapidement. Les chevaux sont les principaux moyens de transport, dont il existe différentes races, chacune ayant des attributs différents. Les joueurs doivent entraîner ou apprivoiser un cheval sauvage pour l'utiliser. L'utilisation accrue d'un cheval commencera un processus de liaison, qui peut être augmenté en le nettoyant et en le nourrissant, et le joueur acquerra des avantages en montant sur son cheval. Les joueurs doivent assurer leur cheval afin qu'il guérisse avec le temps et puisse réapparaître.
Un peu partout dans le jeu, des missions scénarisées sont disponibles dans lesquelles jusqu'à quatre joueurs accomplissent des tâches pour faire avancer le récit du jeu. Le jeu propose également des événements auxquels jusqu'à 32 joueurs peuvent participer individuellement ou en groupe. Les types d'événements incluent un mode match à mort sans armes à feu et un mode course à cheval. Les joueurs sont avertis lorsqu'un événement compétitif commence quelque part dans le monde du jeu et ont la possibilité de se rendre immédiatement à l'événement. Alternativement, les joueurs peuvent rejoindre des événements spécifiques à volonté. En dehors des événements, des personnages non-joueurs proposent des missions, telles que des meurtres sous contrat ou des raids dans des camps. Jusqu'à quatre joueurs peuvent rejoindre un groupe temporaire pour la durée d'une session de jeu. Alternativement, moyennant des frais, jusqu'à sept joueurs peuvent rejoindre un groupe permanent qui se régénère lorsque son chef se connecte au jeu. Au sein d'un groupe persistant, les joueurs peuvent personnaliser le style du groupe et suivre les statistiques des joueurs. Le tir ami peut être désactivé afin que les coéquipiers ne se blessent pas. Si deux joueurs continuent à s'entretuer, le jeu présente deux modes optionnels : pourparlers, dans lequel les joueurs ne peuvent pas interagir les uns avec les autres pendant une courte période de temps ; et conflit, où les deux joueurs participent à une fusillade de trois minutes.
Red Dead Online ajoute plusieurs nouveaux systèmes au gameplay du mode solo. En plus de l'argent du jeu, qui peut être utilisé pour les fournitures, RDO ajoute de l'or, une deuxième monnaie du jeu utilisée pour acheter des articles de luxe et spéciaux, ainsi que des jetons, qui sont gagnés en débloquant des rangs de rôle et peuvent être utilisés pour acheter des objets spécifiques à un rôle. Les joueurs acquièrent des pépites d'or en complétant des défis et peuvent convertir 100 pépites en lingots d'or. Plutôt que d'avoir à se rendre au magasin d'une ville, les joueurs en ligne peuvent commander des fournitures n'importe où à partir d'un catalogue portable. Les commandes peuvent être récupérées dans le bureau de poste de n'importe quelle ville ou dans le camp du joueur. RDO introduit des « cartes de capacité », dans lesquelles les joueurs peuvent activer une compétence actif et trois compétences passifs pour leurs personnages. Les joueurs reçoivent ces cartes en montant en rang ou en achetant directement, et peuvent ensuite mettre à niveau les cartes avec la monnaie du jeu et les points d'expérience. Red Dead Online utilise le système d'honneur déjà présent dans la campagne solo, mesurant comment les actions du joueur sont perçues en termes de moralité. Des choix et des actes moralement positifs comme aider des étrangers et respecter la loi s'ajouteront à l'honneur du joueur, tandis que des actes négatifs tels que le vol et blesser des innocents la diminueront. Certaines missions scénarisées ne peuvent être lancées que si l'honneur du joueur est à un niveau particulier.

## Synopsis

### Une terre d'opportunités
Le récit se déroule en 1898, soit un an avant le début des événements de Red Dead Redemption II. Le joueur incarne un protagoniste silencieux qui est arrêté pour meurtre et emprisonné au pénitencier de Sisika. Six mois après le début de leur peine et en attente d'exécution, leur transport pénitentiaire est retenu par une bande de mercenaires. Leur chef, Horley, escorte le joueur chez son employeur, la veuve Jessica LeClerk, qui révèle que ce dernier a été injustement accusé du meurtre de son mari Philip, qu'elle soupçonne d'avoir été tué par ses partenaires commerciaux : le banquier Jeremiah Shaw, les propriétaires fonciers Amos et Grace Lancing, et le frère de Grace, le hors-la-loi Teddy Brown, dans le but de reprendre l'ensemble de l'entreprise. Jessica demande l'aide du joueur pour venger la mort de son mari Philip en échange de prouver son innocence et de l'autorisation de partir.
Une fois que le joueur obtient un camp et du travail, il rencontre Horley à Blackwater. Ce dernier le conseille de travailler avec les shérifs locaux et de gagner de l'argent pendant qu'il enquête sur le meurtre de Philip. Finalement, Horley dit au joueur de chercher du travail avec le maréchal américain Tom Davies ou le mercenaire Samson Finch, selon le niveau d'honneur du joueur. Si le joueur a un grand honneur, Davies enrôle le groupe du joueur pour chasser le bandit mexicain Alfredo Montez. Cependant, avec peu d'honneur, Finch demande au groupe du joueur de faire ses preuves pour un travail à venir en l'aidant à cambrioler une usine pendant une grève du travail et à se venger de son ancien partenaire, qui est protégé par une garnison corrompue.
Après l'une ou l'autre série d'événements, le groupe du joueur rencontre Horley et Jessica pour les aider à tuer Teddy Brown, qui se cache avec son gang près du Fort Mercer abandonné. Avec l'aide des autorités locales, le groupe du joueur assiège le fort et élimine les hommes de Brown, avant de capturer Brown lui-même, qui est rapidement tué par Jessica par la suite. Le joueur continue ensuite à travailler pour Davies ou Finch, aidant le premier à faire face aux représailles du gang de Montez, ou aidant le second à braquer une banque à Saint Denis.
Pendant ce temps, Amos et Shaw tentent de finaliser leur rachat de l'entreprise de Philip en forçant Jessica à signer un faux contrat. Accompagnée d'Horley et du groupe du joueur, Jessica rencontre les deux hommes et leurs gardes du corps à Blackwater. Quand Amos nie toute implication dans la mort de Philip, Jessica, enragée, le tue alors avec un pistolet caché dans son sac à main. Le groupe du joueur récupère le contrat de Shaw et escorte Jessica et Horley hors de Blackwater. Avec seulement Grace à traiter pour venger Philip, Jessica jure de le faire un jour et déplore que sa vendetta l'ait amenée, elle et Horley, à devenir des fugitifs. Elle remercie ensuite le groupe du joueur pour son aide et l'informe que la preuve clarifiant son nom sera livrée, avant de partir avec Horley pour se cacher.

### Une vie d'ivresse
Une vie d'ivresse est un chapitre d'histoire ajouté en décembre 2019. Le personnage du joueur est présenté à Maggie Fike, qui contrôlait autrefois une entreprise d'alcool de contrebande à Lemoyne mais a disparu après avoir rencontré des agents fiscaux dirigés par l'impitoyable Reid Hixon. Maggie convainc le joueur de financer sa nouvelle opération et de l'aider à se venger d'Hixon. Le joueur sauve le neveu de Maggie, Lem, des revenus, attirant l'attention de la famille Braithwaite en faillite, qui s'est tournée vers l'alcool de contrebande et a recruté l'ancien cuisinier de Maggie, Danny-Lee Caton, pour superviser la production. Les Braithwaites menacent de représailles après que le joueur ait saboté leur opération, tandis qu'Hixon apprend l'activité relancée de Maggie et tend une embuscade au joueur et à Lem au travail. Pour faire face à leurs deux ennemis simultanément, Maggie organise une supposée réunion de paix avec les Braithwaites et prévient anonymement Hixon. Lors de la réunion, Hixon arrête le joueur, Lem et Danny-Lee, mais ils parviennent à s'échapper après que Lem ait fait exploser une bombe improvisée en utilisant le clair de lune dans son wagon. Avec l'aide de Lem, le joueur tue Hixon et capture Danny-Lee, ramenant ce dernier à Maggie qui lui permet de partir à condition qu'il disparaisse à jamais. Le joueur revient ensuite à la production d'alcool de contrebande avec Maggie et Lem.

## Développement

### Conception
Red Dead Online a été développé par Rockstar Games en tandem avec l'histoire solo de Red Dead Redemption II. Mais bien que les développeurs se sont concentrés à la fois sur la campagne solo et le mode multijoueur lors de la création du jeu, ils se sont concentrée plus sur le premier. Bien que Red Dead Online et Red Dead Redemption II partagent des actifs et un gameplay identique, Rockstar les considère comme des produits distincts avec des trajectoires indépendantes, reflétées dans sa décision de lancer le titre multijoueur séparément. L'équipe de développement a tiré les leçons du multijoueur de Red Dead Redemption (2010) et a appliqué celles avec les meilleurs éléments de Grand Theft Auto Online (2013), notamment en ce qui concerne l'introduction d'éléments narratifs dans un titre multijoueur. L'équipe a cherché à traduire des éléments de l'histoire solo dans Red Dead Online, en les remaniant pour un espace en ligne. Le producteur Rob Nelson estime que, bien que l'expérience d'équipe sur GTA Online ait contribué aux fondations de Red Dead Online, les différences de direction, de rythme et d'échelle exigeaient une approche globale différente, menant lentement le joueur dans le monde avec de plus petites étapes au lieu du rythme effréné de GTA Online.

Logo de la bêta du jeu.

La bêta publique de Red Dead Online ouvra le 27 novembre 2018 uniquement aux joueurs possédant l'édition spéciale de Red Dead Redemption II, puis s'est progressivement ouverte à tous les propriétaires du jeu de base. La version progressive était un choix fait par Rockstar pour atténuer les problèmes de performances majeurs liés à l'afflux des joueurs. Rockstar a ajouté et adapté plusieurs modes pendant la phase bêta, et apporté des modifications à l'équilibre et à l'économie du jeu,. La progression des joueurs dans la bêta publique a été reportée à la fin de la bêta le 14 mai 2019,. Red Dead Online met en œuvre des microtransactions en permettant aux joueurs d'acheter des lingots d'or pour des objets en jeu tels que des armes et des cosmétiques. Rockstar avait déjà opté une approche similaire pour GTA Online. Rockstar a fait don de 5% des revenus du jeu générés dans Red Dead Online et GTA Online en avril et mai 2020 aux efforts de secours de la pandémie de COVID-19. Chacun de ses neuf studios dans le monde a fait des dons à des œuvres caritatives locales. Rockstar a fermé le jeu pendant deux heures le 4 juin 2020 pour honorer le mémorial de George Floyd. Une version standalone de Red Dead Online, qui ne nécessite pas Red Dead Redemption II, sort le 1er décembre 2020 sur PlayStation 4, Windows et Xbox One.

## Historique des mises à jour
À l'instar de GTA Online, Rockstar Games ajoute à partir de l'année 2019 des mises à jour pour Red Dead Online, toutes gratuites, ajoutant du contenu temporaire ou permanent au mode en ligne (nouvelles activités, nouvelles missions, nouveaux bâtiments, nouvelles armes, nouveaux vêtements, etc.). D'abord présentes sur PlayStation 4 et Xbox One (consoles d'origine du jeu) pour la version bêta puis finale du jeu, les mises à jour s'étendent par la suite sur PC et Stadia (rétroactivement, pour les mises à jour sorties avant la date de commercialisation de Red Dead Redemption 2 sur ces plateformes, en novembre 2019).
Si les premières mises à jour ajoutent simplement des nouveaux modes de jeu et autres éléments cosmétiques, la mise à jour Carrières de l'Ouest de septembre 2019 marque un véritable tournant pour le mode multijoueur en apportant une dimension de roleplay, où les joueurs sont désormais amenés à incarner un rôle dans le monde virtuel (chasseur de primes, marchand, collectionneur, distillateur clandestin, naturaliste).
En juillet 2022, Rockstar annonce que Red Dead Online ne recevra plus de mises à jour majeures car les ressources pour son développement sont retirées afin de se concentrer sur Grand Theft Auto VI. La compagnie new-yorkaise continue cependant d'ajouter de nouvelles activités, de manière moins fréquente. Avec la disparition de la plateforme de Google en janvier 2023, les joueurs présents dessus sont amenés à transférer leur progression en ligne vers les autres plateformes accueillant le jeu.
En outre, la neige recouvre l'ensemble de la carte du jeu chaque année depuis 2019, quelques jours puis semaines autour de Noël et du Nouvel An, s'accompagnant de contenu de circonstance pour les joueurs (décorations au camp et dans les propriétés, mélodies des fêtes de fin d'année jouées dans les saloons, etc.). À noter également que la neige tapisse la carte le 1er avril 2020, en guise de poisson d'avril.
| Date              | Mise à jour                 | Mise à jour                               | Plateformes   | Plateformes | Plateformes                                          | Plateformes                                          |
| Date              | Titre original              | Titre français                            | PlayStation 4 | Xbox One    | PC                                                   | Stadia                                               |
| ----------------- | --------------------------- | ----------------------------------------- | ------------- | ----------- | ---------------------------------------------------- | ---------------------------------------------------- |
| 10 janvier 2019   | Gun Rush                    | Ruée sur les armes                        | Oui           | Oui         | Disponibles au lancement du jeu sur cette plateforme | Disponibles au lancement du jeu sur cette plateforme |
| 26 février 2019   | Red Dead Online Beta Update | Mise à jour de la bêta de Red Dead Online | Oui           | Oui         | Disponibles au lancement du jeu sur cette plateforme | Disponibles au lancement du jeu sur cette plateforme |
| 14 mai 2019       | Red Dead Online Update      | Mise à jour de Red Dead Online            | Oui           | Oui         | Disponibles au lancement du jeu sur cette plateforme | Disponibles au lancement du jeu sur cette plateforme |
| 10 septembre 2019 | Frontier Pursuits           | Carrières de l'Ouest                      | Oui           | Oui         | Disponibles au lancement du jeu sur cette plateforme | Disponibles au lancement du jeu sur cette plateforme |
| 13 décembre 2019  | Moonshiner                  | Distillation clandestine                  | Oui           | Oui         | Oui                                                  | Oui                                                  |
| 28 juillet 2020   | The Naturalist              | La Naturaliste                            | Oui           | Oui         | Oui                                                  | Oui                                                  |
| 1er décembre 2020 | Bounty Hunters              | Chasseurs de primes                       | Oui           | Oui         | Oui                                                  | Oui                                                  |
| 13 juillet 2021   | Blood Money                 | Prix du sang                              | Oui           | Oui         | Oui                                                  | Oui                                                  |

### Historique des passes
En parallèle de la mise à jour Carrières de l'Ouest, Rockstar Games implémente un système de passe dans le mode en ligne avec Le passe du hors-la-loi. Chaque passe peut être acheté par les joueurs pour une période donnée durant laquelle la progression au travers des niveaux leur permet de débloquer des accessoires et éléments cosmétiques.
Le passe du hors-la-loi connait cinq variations au fil des années avant de faire place au club des fins tireurs, une série de quatre passes consécutifs, plus petits. En octobre 2020 et 2021, Rockstar lance les passes d'Halloween, dédiés à la fête du même nom.
Depuis l'arrêt des mises à jour majeures en juillet 2022, aucun autre passe n'est sorti, Le passe d'Halloween n° 2 étant simplement rendu à nouveau accessible pour les années suivantes.
| Dates             | Dates             | Passe                     | Passe                         | Plateformes   | Plateformes | Plateformes | Plateformes                      |
| Date de début     | Date de fin       | Titre original            | Titre français                | PlayStation 4 | Xbox One    | PC          | Stadia                           |
| ----------------- | ----------------- | ------------------------- | ----------------------------- | ------------- | ----------- | ----------- | -------------------------------- |
| 10 septembre 2019 | 18 novembre 2019  | The Outlaw Pass           | Le passe du hors-la-loi       | Oui           | Oui         | -           | -                                |
| 13 décembre 2019  | 10 mars 2020      | The Outlaw Pass No. 2     | Le passe du hors-la-loi n° 2  | Oui           | Oui         | Oui         | Oui                              |
| 28 juillet 2020   | 19 octobre 2020   | The Outlaw Pass No. 3     | Le passe du hors-la-loi n° 3  | Oui           | Oui         | Oui         | Oui                              |
| 20 octobre 2020   | 30 novembre 2020, | The Halloween Pass        | Le passe d'Halloween          | Oui           | Oui         | Oui         | Oui                              |
| 1er décembre 2020 | 15 mars 2021      | The Outlaw Pass No. 4     | Le passe du hors-la-loi n° 4  | Oui           | Oui         | Oui         | Oui                              |
| 16 mars 2021      | 31 mai 2021       | The Outlaw Pass No. 5     | Le passe du hors-la-loi n° 5  | Oui           | Oui         | Oui         | Oui                              |
| 13 juillet 2021   | 9 août 2021       | The Quick Draw Club No. 1 | Le club des fins tireurs n° 1 | Oui           | Oui         | Oui         | Oui                              |
| 10 août 2021      | 6 septembre 2021  | The Quick Draw Club No. 2 | Le club des fins tireurs n° 2 | Oui           | Oui         | Oui         | Oui                              |
| 7 septembre 2021  | 4 octobre 2021    | The Quick Draw Club No. 3 | Le club des fins tireurs n° 3 | Oui           | Oui         | Oui         | Oui                              |
| 5 octobre 2021    | 27 octobre 2021   | The Quick Draw Club No. 4 | Le club des fins tireurs n° 4 | Oui           | Oui         | Oui         | Oui                              |
| 28 octobre 2021   | 22 novembre 2021  | The Halloween Pass 2      | Le passe d'Halloween n° 2     | Oui           | Oui         | Oui         | Oui                              |
| 4 octobre 2022    | 31 octobre 2022   | The Halloween Pass 2      | Le passe d'Halloween n° 2     | Oui           | Oui         | Oui         | Oui                              |
| 10 octobre 2023   | 6 novembre 2023   | The Halloween Pass 2      | Le passe d'Halloween n° 2     | Oui           | Oui         | Oui         | Plateforme ayant cessé d'exister |
| 1er octobre 2024  | 4 novembre 2024   | The Halloween Pass 2      | Le passe d'Halloween n° 2     | Oui           | Oui         | Oui         | Plateforme ayant cessé d'exister |

| Date                                                                                         | Titre original                                                                    | Mise à jour / Passe (Autre)                                                       | Durée                                                                             |                                                                                   |
| Sortie de la version bêta du jeu sur PlayStation 4 et Xbox One (30 novembre 2018)            | Sortie de la version bêta du jeu sur PlayStation 4 et Xbox One (30 novembre 2018) | Sortie de la version bêta du jeu sur PlayStation 4 et Xbox One (30 novembre 2018) | Sortie de la version bêta du jeu sur PlayStation 4 et Xbox One (30 novembre 2018) | Sortie de la version bêta du jeu sur PlayStation 4 et Xbox One (30 novembre 2018) |
| -------------------------------------------------------------------------------------------- | --------------------------------------------------------------------------------- | --------------------------------------------------------------------------------- | --------------------------------------------------------------------------------- | --------------------------------------------------------------------------------- |
| 26 février 2019                                                                              | Red Dead Online Beta Update                                                       | Mise à jour de la bêta de Red Dead Online                                         | 47 s                                                                              |                                                                                   |
| Sortie de la version finale du jeu sur PlayStation 4 et Xbox One (14 mai 2019)               |                                                                                   |                                                                                   |                                                                                   |                                                                                   |
| 14 mai 2019                                                                                  | Red Dead Online                                                                   | Mise à jour de Red Dead Online                                                    | 1 min                                                                             |                                                                                   |
| 5 septembre 2019                                                                             | Red Dead Online: Frontier Pursuits                                                | Mise à jour Carrières de l'Ouest                                                  | 1 min                                                                             |                                                                                   |
| 17 septembre 2019                                                                            | Red Dead Online: Legendary Bounties                                               | Mise à jour Carrières de l'Ouest                                                  | 36 s                                                                              |                                                                                   |
| Sortie du jeu sur PC (5 novembre 2019) et Stadia (19 novembre 2019)                          |                                                                                   |                                                                                   |                                                                                   |                                                                                   |
| 13 décembre 2019                                                                             | Red Dead Online: Moonshiners                                                      | Mise à jour Distillation clandestine                                              | 1 min                                                                             |                                                                                   |
| 13 décembre 2019                                                                             | Red Dead Online: The Outlaw Pass No. 2                                            | Le passe du hors-la-loi n° 2                                                      | 28 s                                                                              |                                                                                   |
| 28 juillet 2020                                                                              | Red Dead Online: The Naturalist                                                   | Mise à jour La Naturaliste                                                        | 1 min                                                                             |                                                                                   |
| 28 juillet 2020                                                                              | Red Dead Online: The Outlaw Pass No. 3                                            | Le passe du hors-la-loi n° 3                                                      | 30 s                                                                              |                                                                                   |
| 20 octobre 2020                                                                              | Red Dead Online: The Halloween Pass                                               | Le passe d'Halloween                                                              | 31 s                                                                              |                                                                                   |
| Sortie de la version standalone du jeu sur PlayStation 4, Xbox One et PC (1er décembre 2020) |                                                                                   |                                                                                   |                                                                                   |                                                                                   |
| 1er décembre 2020                                                                            | Red Dead Online: Bounty Hunters                                                   | Mise à jour Chasseurs de primes                                                   | 54 s                                                                              |                                                                                   |
| 1er décembre 2020                                                                            | Red Dead Online Standalone Now Available                                          | Sortie de la version standalone du jeu                                            | 1 min                                                                             |                                                                                   |
| 1er décembre 2020                                                                            | Red Dead Online: The Outlaw Pass No. 4                                            | Le passe du hors-la-loi n° 4                                                      | 30 s                                                                              |                                                                                   |
| 16 mars 2021                                                                                 | Red Dead Online: The Outlaw Pass No. 5                                            | Le passe du hors-la-loi n° 5                                                      | 30 s                                                                              |                                                                                   |
| 7 juillet 2021                                                                               | Red Dead Online: Blood Money                                                      | Mise à jour Prix du sang                                                          | 1 min                                                                             |                                                                                   |
| 7 juillet 2021                                                                               | Red Dead Online: The Quick Draw Club                                              | Le club des fins tireurs n° 1                                                     | 16 s                                                                              |                                                                                   |
| 13 juillet 2021                                                                              | Red Dead Online: Blood Money — Out Now                                            | Mise à jour Prix du sang                                                          | 15 s                                                                              |                                                                                   |
| 10 août 2021                                                                                 | Red Dead Online: The Quick Draw Club No. 2                                        | Le club des fins tireurs n° 2                                                     | 16 s                                                                              |                                                                                   |
| 7 septembre 2021                                                                             | Red Dead Online: The Quick Draw Club No. 3                                        | Le club des fins tireurs n° 3                                                     | 16 s                                                                              |                                                                                   |
| 5 octobre 2021                                                                               | Red Dead Online: The Quick Draw Club No. 4                                        | Le club des fins tireurs n° 4                                                     | 16 s                                                                              |                                                                                   |
| 28 octobre 2021                                                                              | Red Dead Online: The Halloween Pass 2                                             | Le passe d'Halloween n° 2                                                         | 30 s                                                                              |                                                                                   |